# Sæl
Sæl – norweski torpedowiec z początku XX wieku, jedna z czterech zbudowanych jednostek typu Laks. Okręt został zwodowany 25 września 1901 roku w stoczni Horten Verft w Horten i w tym samym roku wszedł w skład norweskiej marynarki. Podczas kampanii norweskiej jednostka została zatopiona 18 kwietnia 1940 roku, a następnie podniesiona przez Niemców i wcielona do Kriegsmarine pod oznaczeniem NH-03. Dalsze losy okrętu nie są znane.

## Projekt i budowa
Torpedowce 1. klasy typu Laks zostały zaprojektowane w niemieckiej stoczni Schichau na bazie torpedowców typu S 67 .
„Sæl” zbudowany został w stoczni Horten Verft . Nieznana jest data położenia stępki, a zwodowany został 25 września 1901 roku .

## Dane taktyczno-techniczne
Okręt był torpedowcem o długości całkowitej 38,5 metra, szerokości 4,8 metra i zanurzeniu od 1,1 metra na dziobie do 2,15 metra na rufie . Wyporność normalna wynosiła 83 tony, a pełna 107 ton . Jednostka napędzana była przez pionową maszynę parową potrójnego rozprężania o mocy 1150 KM, do których parę dostarczały dwa kotły . Prędkość maksymalna napędzanego jedną śrubą okrętu wynosiła 21 węzłów . Okręt zabierał zapas 17 ton węgla .
Na uzbrojenie artyleryjskie jednostki składały się dwa pojedyncze działka kalibru 37 mm QF Hotchkiss L/45 . Broń torpedową stanowiły dwie pojedyncze wyrzutnie kal. 450 mm .
Załoga okrętu składała się z 23 oficerów, podoficerów i marynarzy .

## Służba
„Sæl” został przyjęty w skład Królewskiej Marynarki Wojennej w 1901 roku . W 1940 roku wysłużona siłownia pozwalała jednostce osiągnąć prędkość około 17,5 węzła . W momencie ataku Niemiec na Norwegię torpedowiec wchodził w skład 4 dywizjonu torpedowców, stacjonując w Brandasund nieopodal Bergen . 18 kwietnia 1940 roku jednostka została zatopiona w Hardangerfjorden przez dwa niemieckie kutry torpedowe z 1. flotylli  . Podniesiony przez Niemców, w 1940 roku „Sæl” został wcielony do Kriegsmarine pod oznaczeniem NH-03 (numer burtowy 85) . Dalsze losy okrętu nie są znane .